# Gates (peuple)
Pour les articles homonymes, voir Gates.

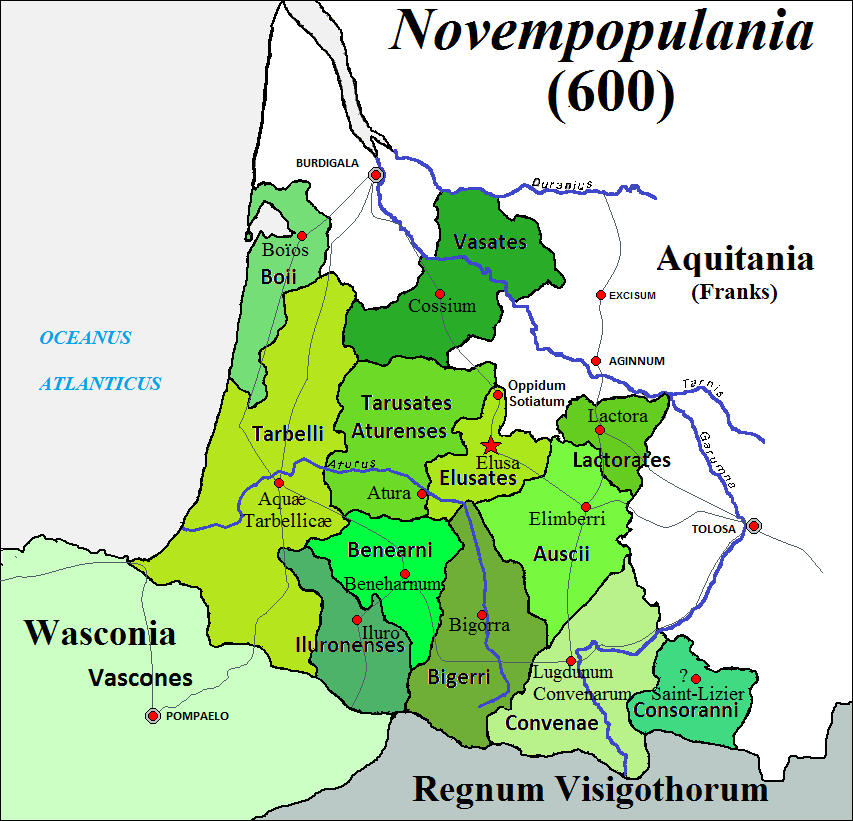
Carte géographique de l'Aquitaine

Les Gates étaient un peuple aquitain ou proto-basque dont la localisation exacte n'est pas connue.
Ils sont parmi ces peuples qui se soumirent à Publius Crassus en 56 av. J.-C.. D'après l'ordre de l'énumération qu'en donne César (BG III, 27) entre les Elusates (Eauze) et les Ausques (Auch), on peut les situer en Haut-Armagnac du côté de Vic-Fezensac ou Mirande. On les identifie parfois aux Lactorates, mais ceux-ci étaient depuis longtemps alliés aux Romains et n’ont donc pas eu à faire allégeance à Crassus.